# Grande Sido
Grando Sido er et af de tre departementer, som udgør regionen Moyen-Chari i Tchad.
8°28′17″N 18°46′13″Ø / 8.4714°N 18.7703°Ø